# Voto programático (Colombia)
El voto programático en Colombia consiste en obligar a los candidatos a cargos de elección popular a cumplir sus propuestas de campañas por medio de la Ley. Una de las características relevantes de la Constitución de 1991, con relación a su predecesora fue la descentralización del poder político, que entre otros avances, consolidó la elección popular de alcaldes, en los municipios y distritos y constituyó la elección popular de gobernadores en los departamentos. A su vez, uno de los avances institucionales más importantes de los Planes de Desarrollo, en este sentido, es que permitieron la consolidación del voto programático como principio electoral en el ámbito territorial. Esto es que se obliga a los gobernantes a convertir sus propuestas de campaña o programas de gobierno en Planes de Desarrollo, que son a su vez acuerdos en los municipios y distritos; y ordenanzas en los departamentos, y por lo tanto de obligatorio cumplimiento.

## Desarrollo constitucional y legal
La Constitución Política de Colombia, en su Título XI, Capítulo 1, Artículo 259 señala: 

Quienes elijan Gobernadores y alcaldes, imponen por mandato al elegido el programa que presentó al inscribirse como candidato. La ley reglamentará el ejercicio del voto programático., (Art. 259 CPC 1991)

Este artículo es desarrollado en la Ley 152 de 1994, en los artículos 39 y 40: 

Artículo 39. Elaboración. Para efecto de la elaboración del proyecto del plan, se observarán en cuanto sean compatibles las normas previstas para el Plan Nacional, sin embargos deberá tenerse especialmente en cuenta lo siguiente:
1. El Alcalde o Gobernador elegido impartirá las orientaciones para la elaboración de los planes de
desarrollo conforme al programa de gobierno presentado al inscribirse como candidato.
[...]
Tanto los Consejos Territoriales de Planeación, como los Concejos y Asambleas, verificarán la correspondencia de los planes con los programas de gobierno que hayan sido registrados al
momento de la inscripción como candidato por el Alcalde o Gobernador electo.
Parágrafo. Las disposiciones de este artículo se aplicarán respecto de la máxima autoridad
administrativa y corporación de elección popular de las demás entidades territoriales.
Artículo 40. Aprobación. Los planes serán sometidos a la consideración de la Asamblea o Concejo dentro de los primeros cuatro (4) meses del respectivo período del Gobernador o Alcalde para su aprobación . La Asamblea o Concejo deberá decidir sobre los Planes dentro del mes siguiente a su presentación y si transcurre ese lapso sin adoptar decisión alguna, el Gobernador o Alcalde podrá adoptarlos mediante decreto. Para estos efectos y si a ello hubiere lugar, el respectivo Gobernador o Alcalde convocará a sesiones extraordinarias a la correspondiente Asamblea o Concejo. Toda modificación que pretenda introducir la Asamblea o Concejo, debe contar con la aceptación previa y por escrito del Gobernador o Alcalde, según sea el caso. (Art. 259 CPC 1991)

## Planes Distritales de Desarrollo

### En Bogotá
| Alcalde             | Periodo                           | Nombre                                                            |
| ------------------- | --------------------------------- | ----------------------------------------------------------------- |
| Enrique Peñalosa    | enero de 1998 - diciembre de 2000 | Por la Bogotá que queremos                                        |
| Antanas Mockus      | enero de 2001 - diciembre de 2003 | Bogotá para vivir todos del mismo lado                            |
| Luis Eduardo Garzón | enero de 2004 - diciembre de 2007 | Bogotá sin indiferencia                                           |
| Samuel Moreno       | enero de 2008 - diciembre de 2011 | Bogotá Positiva                                                   |
| Gustavo Petro       | enero de 2012 - diciembre de 2015 | Bogotá Humana                                                     |
| Claudia López       | enero de 2020 - diciembre de 2023 | Un Nuevo Contrato Social y Ambiental para la Bogotá del Siglo XXI |